# 千川古墳
千川古墳（せんがわこふん、千川1号墳）は、広島県安芸高田市吉田町多治比にある古墳。形状は円墳。千川古墳群を構成する古墳の1つ。安芸高田市指定史跡に指定されている。

## 概要
広島県中部、吉田盆地から北方の、多治比川支流の奈良谷川東岸の丘陵上（標高約260メートル）において、丘陵斜面を直径約30メートルの弧状に削り築造された古墳である。一帯に分布する千川古墳群中では最大規模になる。発掘調査は実施されていない。
墳形は円形で、直径17メートル・高さ1.5-5メートルを測る。埋葬施設は片袖式の横穴式石室である。古くから開口するため、石室内の副葬品は詳らかでない。築造時期は古墳時代終末期の7世紀代と推定される。
古墳域は1977年（昭和52年）に旧吉田町指定史跡（現在は安芸高田市指定史跡）に指定されている。

## 埋葬施設

石室俯瞰図

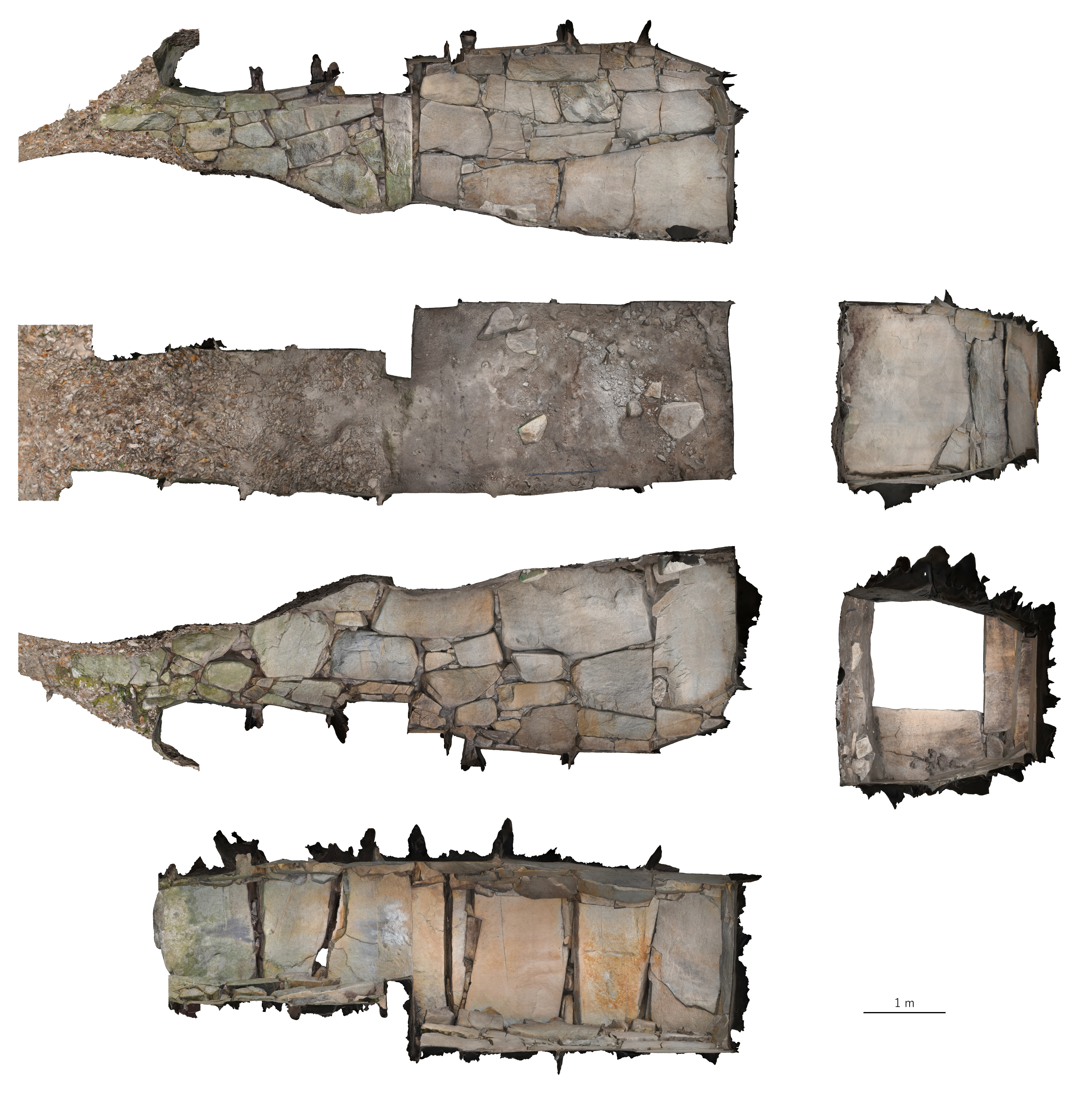
石室展開図

埋葬施設としては片袖式横穴式石室が構築されている。石室の規模は次の通り。
- 石室全長：約8メートル
- 玄室：長さ3.8メートル、幅2.2メートル
- 羨道：長さ4.2メートル、幅1.7メートル（玄門部）・1.5メートル（開口部）

玄室の平面形は長方形。天井石は4枚で、中央部を高く構築し、縦断面はドーム状を呈する。玄室と羨道の境は立石を立てて区画する。石室の構築方法には中馬八ッ塚古墳群との類似が認められる。

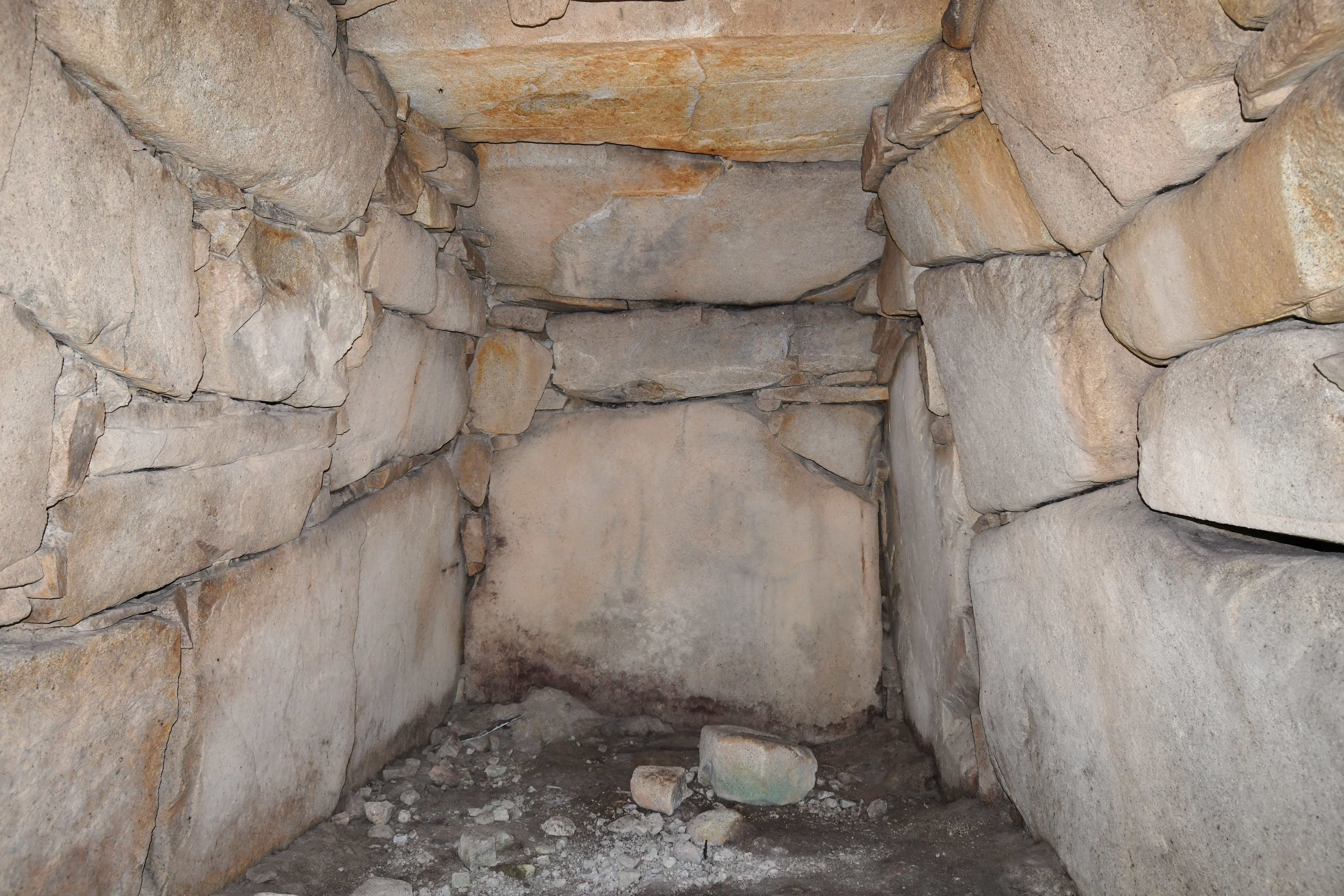
玄室（奥壁方向）
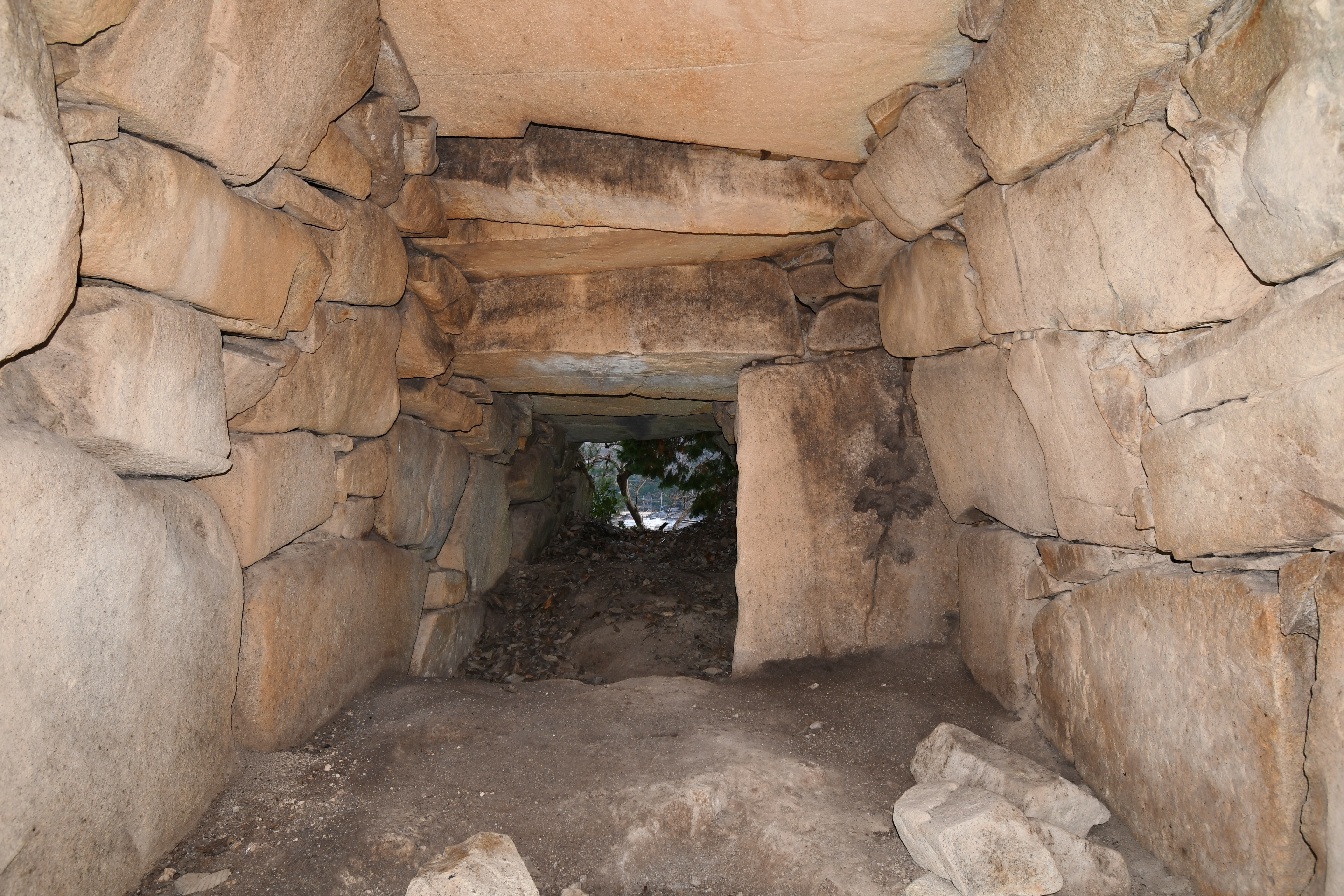
玄室（開口部方向）
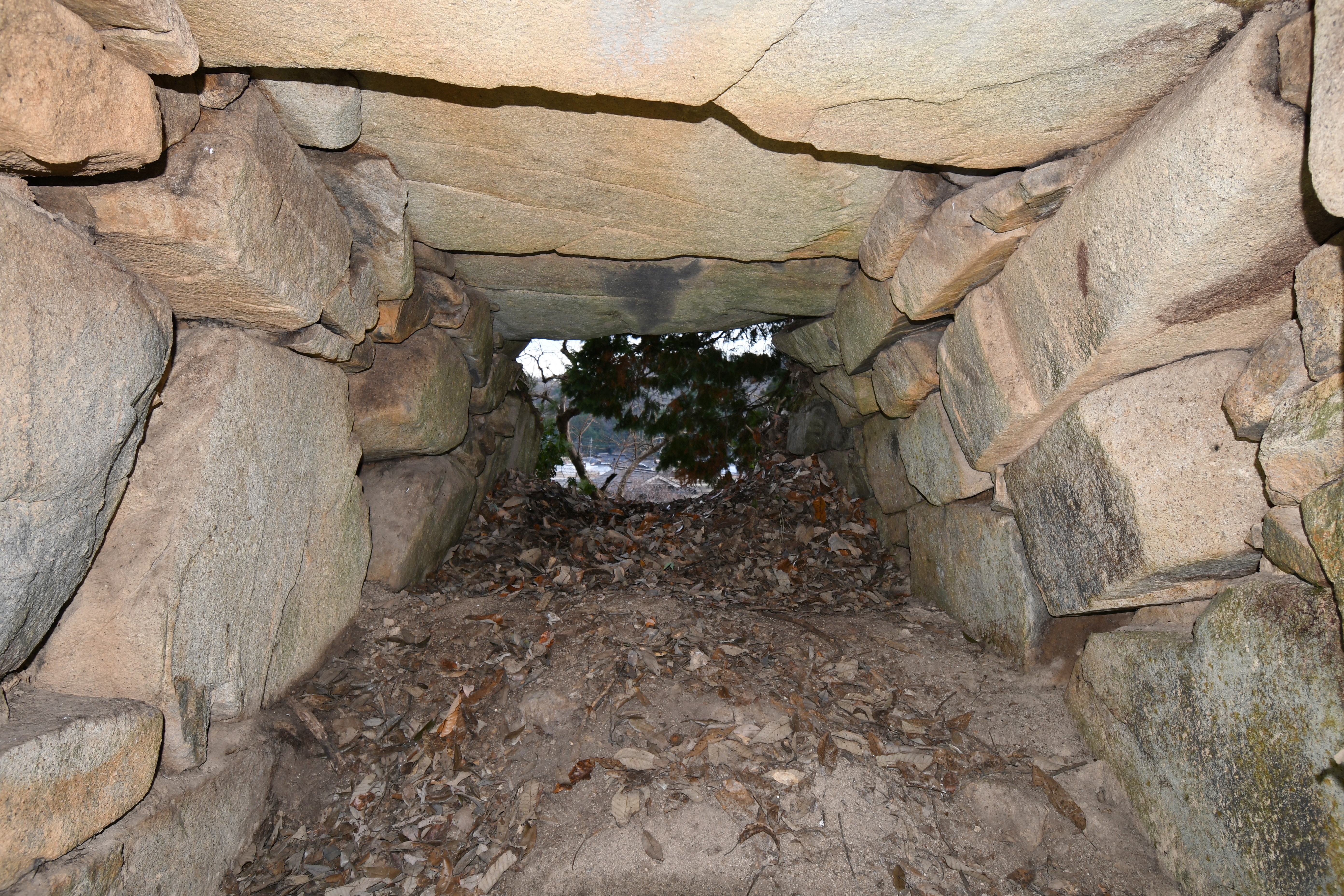
羨道（開口部方向）
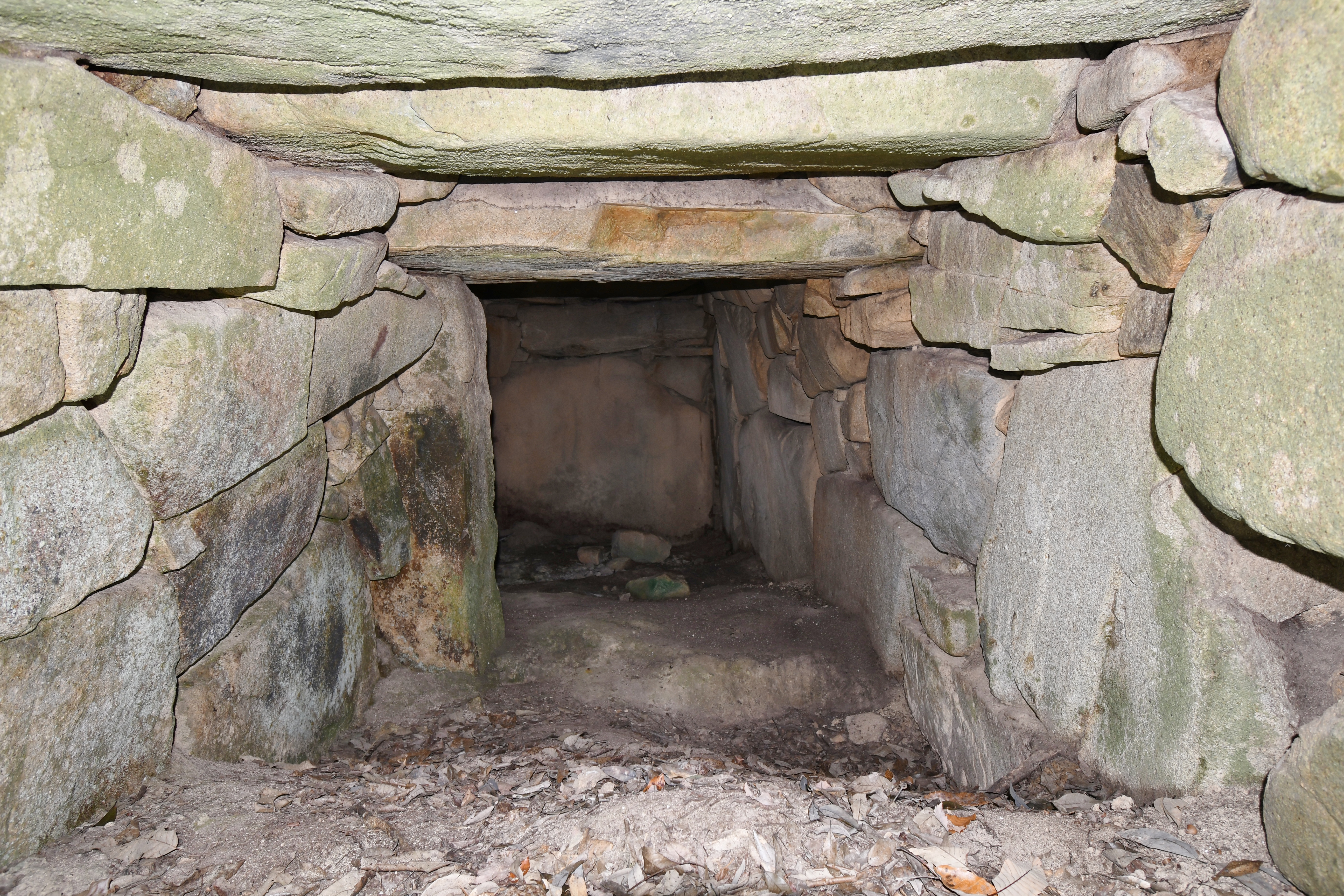
羨道（玄室方向）
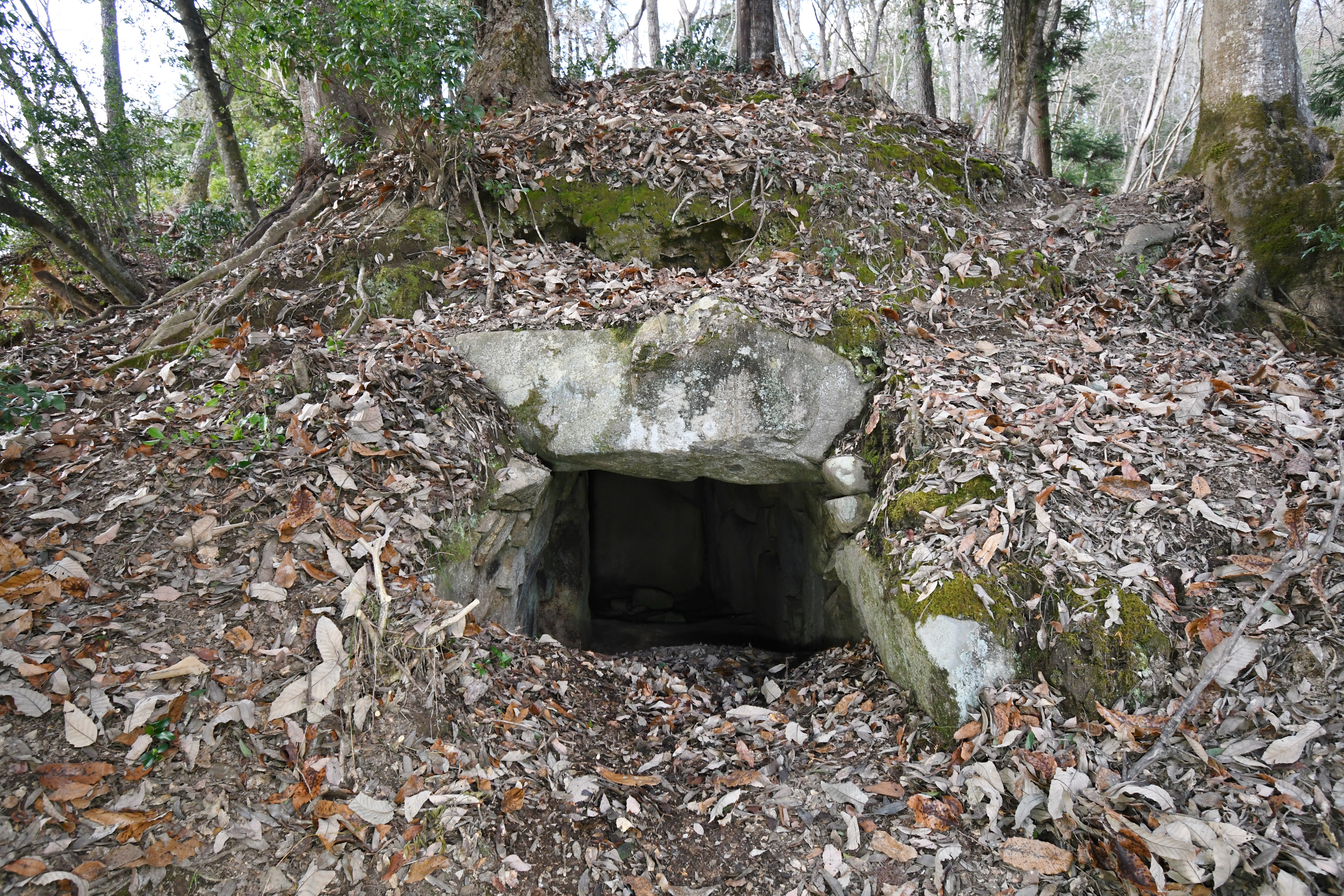
開口部

## 文化財

### 安芸高田市指定文化財
- 史跡
  - 千川古墳 - 1977年（昭和52年）2月3日指定。